# 대한민국 부통령비서실
부통령비서실(副統領秘書室, Office of VicePresident)은 대한민국 부통령의 직무를 보좌하는 대한민국의 중앙행정기관이다. 1948년 8월 15일에 설립되어 1962년 폐지되었다. 기관장은 장관급 정무직 공무원으로 보한다.

## 설치 근거 및 소관 업무

### 설치 근거
- 정부조직법

### 소관 업무
- 부통령의 직무를 보좌

## 연혁
- 1948년 8월 15일: 부통령비서실 설립
- 1960년 : 부통령비서실 폐지

## 역대 실장
| 정부      | 대수 | 이름           | 임기                              | 비고                   |
| --------- | ---- | -------------- | --------------------------------- | ---------------------- |
| 제1공화국 | 초대 | 이정우(李禎雨) | 1948년 8월 15일 ~ 1950년 2월 21일 |                        |
| 제1공화국 | 2대  | 박영화(朴泳和) | 1950년 2월 21일 ~ 1951년          |                        |
| 제1공화국 | 3대  | 박태진(朴泰晉) | 1951년 ~ 1951년 5월 11일          |                        |
| 제1공화국 | 4대  | 김승문(金勝文) | 1951년 5월 29일 ~ 1952년          |                        |
| 제1공화국 | 5대  | 이근직(李根直) | 1952년 ~ 1955년 2월 27일          |                        |
| 제1공화국 | 6대  | 성태경(成泰慶) | 1956년 9월 27일 ~ 1957년          |                        |
| 제1공화국 | 7대  | 조영주(趙泳𡊲) | 1957년 ~ 1957년                   |                        |
| 제1공화국 | 8대  | 성태경(成泰慶) | 1957년 ~ 1958년 9월 8일           |                        |
| 제1공화국 | 9대  | 유동진(柳東璡) | 1958년 9월 9일 ~ 1960년 4월 23일  | 경무대 수석비서관 겸직 |
| 제1공화국 | 10대 | 한갑수(韓甲洙) | 1960년 4월 23일 ~ 1960년 4월 28일 |                        |

## 같이 보기
- 부통령
- 대통령비서실
- 부통령비서실장